# Outeiro Seco
Outeiro Seco ist eine Gemeinde (Freguesia) im portugiesischen Kreis Chaves mit 849 Einwohnern (Stand 19. April 2021).

## Sehenswürdigkeiten

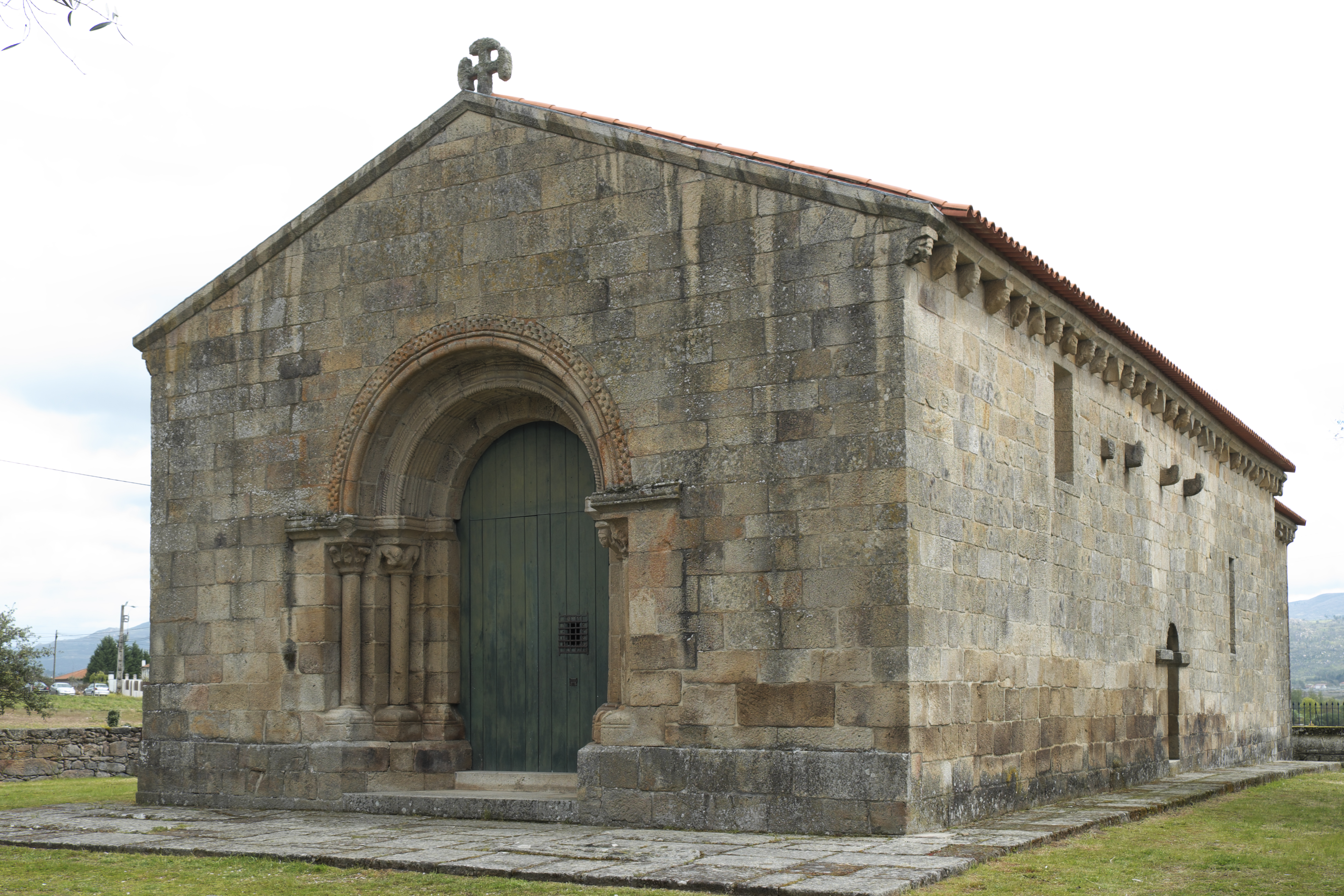
Kirche Nossa Senhora da Azinheira

- Romanische Kirche Nossa Senhora da Azinheira